# Sklad

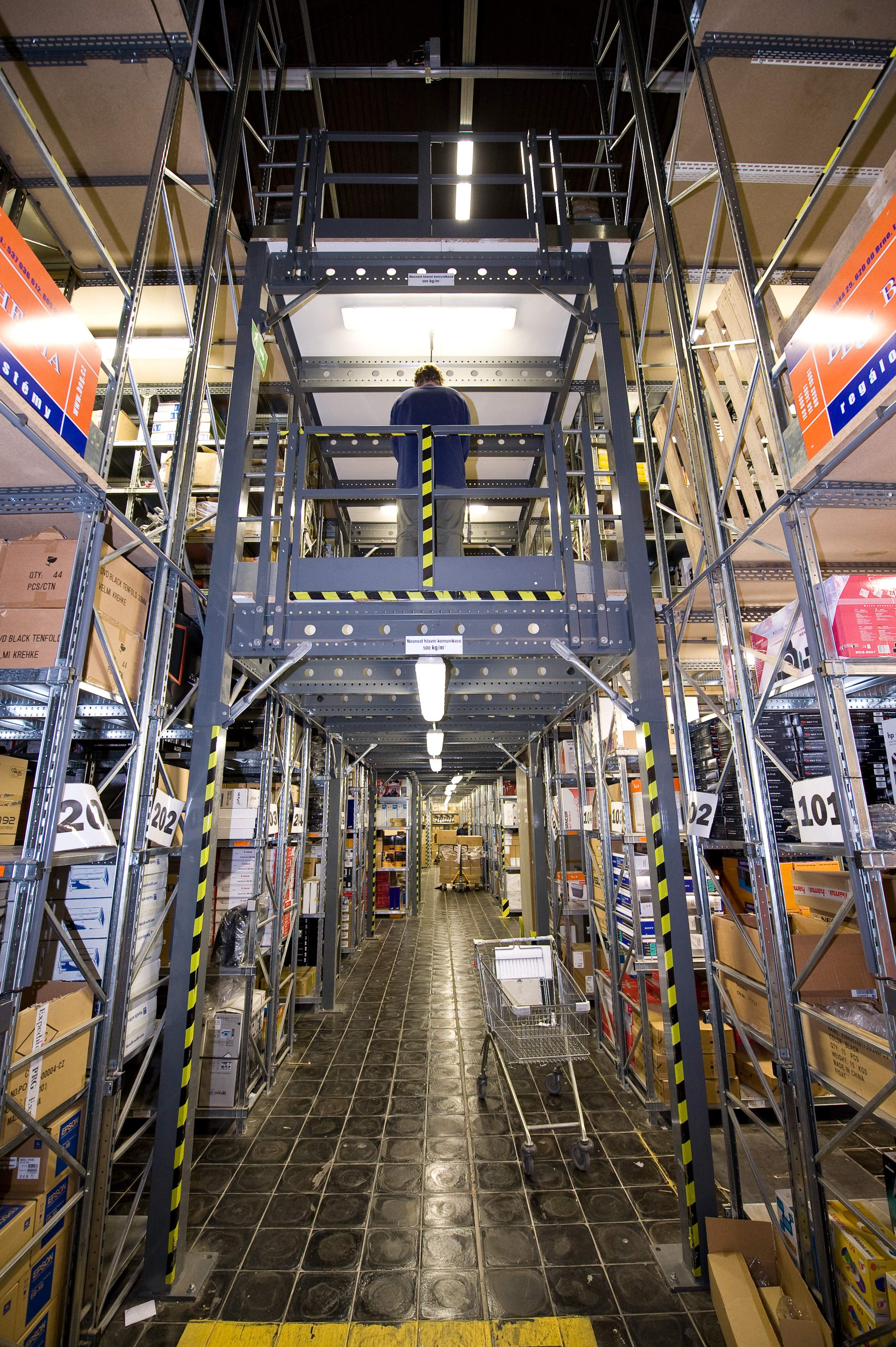
Sklad obchodní firmy

Sklad je prostor určený pro skladování nějakého materiálu (surovin, výrobků, zboží, domácích či potřeb, jednotlivých součástí apod.), ve smyslu jejich trvalého uchovávání v nezměněném stavu. Sklady jako takové jsou součástí převážné většiny průmyslových, obchodních, zemědělských a jiných komerčních organizací, a zde mohou mít mnoho různých účelů, velikostí i provedení, od malých místností uvnitř kancelářských budov, přes zastřešené přístřešky na dvoře závodu, až po velké zastřešené skladovací areály umístěné poblíž velkých obchodních (velkoobchodních i maloobchodních) center, u dopravních překladišť (přístavy, nákladová nádraží, cargo terminály na letištích), či ve velkých výrobních podnicích.

## Sklady v průmyslu
Velké výrobní podniky musí být vybaveny většími či menšími sklady jak pro uskladnění vstupních surovin a technických dílů, tak sklady pro uskladnění svých finálních výrobků. Skladování jako takové je ale z ekonomického hlediska neefektivní činnost, neboť akumuluje (umrtvuje) lidskou práci a finanční zdroje do skladovacích prostor, které nic neprodukují, neboť výrobky a materiály zde uskladněné nijak neslouží svému původnímu účelu. V současných moderních ekonomikách existuje tudíž cílená snaha omezit jakékoliv skladování surovin, materiálů, výrobků, apod. na nezbytně nutné minimum, v ideálním případě neskladovat vůbec nic - což ale v praxi není možné.

## Sklady v obchodu
Sklady tvoří nezbytnou infrastrukturu zejména v mezinárodním obchodu a při velkoobchodní činnosti, svoje sklady mají ale i malé maloobchodní prodejní jednotky. Speciální skladování netrvanlivých potravin může být úzce spojeno například s jejich zamražením, zmrazováním, či dalšími metodami speciální konzervace a obchodní adjustáže.

## Manipulační technika
Velké skladovací areály musí být vybaveny příslušnou skladovací a manipulační technikou, a to jak uvnitř skladu, tak při naskladňování zboží (příjmu zboží ke skladování), tak při jeho vyskladňování (výdeji zboží). Pro tyto účely bývají sklady vybaveny nakládkovými a vykládkovými rampami, jež usnadňují a urychlují vykládku i nakládku zboží na nákladní automobily, popřípadě železniční nákladní vagóny. Pro nakládání a vykládání zboží se používají vysokozdvižné vozíky.

## Speciální sklady
Speciální sklady se používají zejména v chemickém průmyslu při skladování výbušných, snadno hořlavých či zdraví člověka ohrožujících materiálů, při skladování výbušnin, trhavin a vojenské munice, dále též při skladování radioaktivních materiálů, apod. Pro skladování podobných látek a předmětů platí zvláštní právní normy, předpisy a nařízení, kterými je povinen se provozovatel příslušného skladu řídit.

## Typy skladů
V současné době, kdy se zboží i lidé pravidelně přesouvají po celém světě, jsou sklady nezbytnou součástí efektivního logistického řetězce.
Existuje několik různých typů skladů, z nichž každý má svou specifickou roli:
1. Centrální sklad: slouží k distribuci hotových výrobků koncovým odběratelům a zákazníkům.
2. Expediční sklad: zde se shromažďují výrobky, které jsou připraveny k okamžitému prodeji.
3. Tranzitní sklad: nachází se obvykle na strategických místech, například v přístavech, a slouží k přijetí, třídění a nakládání zboží na dopravní prostředek.
4. Sklad náhradních dílů: jeho úkolem je zajišťovat plynulý chod výroby tím, že skladuje nezbytné náhradní díly.
5. Sklad materiálů a surovin: slouží ke skladování potřebných surovin a materiálů pro výrobu produktů.
6. Sklad polotovarů: Zde jsou skladovány díly, které budou později použity při sestavování konečného výrobku.
7. Sklad nedokončené výroby: Používá se v případech, kdy je výroba pozastavena a je třeba dočasně skladovat nedokončené výrobky.
8. Konsignační sklad: Tento typ skladu je zařízen odběratelem, když dodavatel nemá vlastní skladovací prostory. Odběratel poskytuje svůj vlastní nebo externí sklad, kde je zboží k dispozici.

## Právní a jiné požadavky
- NV 101/2005 Sb., příloha, čl. 10.
- ČSN 26 9010 a ČSN 26 9030. Např. povinnost vytvořit řád skladu a jeho obsah.
- NV 361/2007 Sb.

## Slova podobného významu
- úložiště (deponie) – nejčastěji nepotřebný materiál sypké konzistence - hornina, půda, popel či popílek, stavební suť apod.
- skládka – nejčastěji jako úložiště nějakého odpadu z domácností (komunální odpad), nebo z průmyslové či zemědělské výroby
- silo – skladovací prostor pro skladování sypkých hmot v zemědělství

## Zdroje
Odstavec typy skladů byl sepsán na základě článku: Skladování - definice, logistika a typy skladů